# Transatlantic (Band)
Transatlantic ist eine 1999 gegründete Supergroup aus vier Musikern der Progressive-Rock-Szene.

## Geschichte
Als Gründer der Band gelten Neal Morse (damals Spock’s Beard) und Mike Portnoy (damals Dream Theater), die sich 1999 mit dem Bassisten Pete Trewavas (Marillion) zusammenfanden. Als Gitarrist war ursprünglich Jim Matheos (Fates Warning) vorgesehen, der aber wegen terminlicher Schwierigkeiten nicht teilnehmen konnte. Stattdessen wurde Roine Stolt (The Flower Kings) Mitglied.
Die Musik der Band orientiert sich deutlich an großen Vorbildern aus dem Progressive Rock der 1970er Jahre wie Yes, Emerson, Lake and Palmer, Jethro Tull und Genesis. Viele Melodien stammen aus Morses Feder, aber auch Portnoy, Trewavas und vor allem Stolt trugen einiges zum Songwriting bei. Zwischen 2000 und 2002 veröffentlichte die Band die beiden Studioalben SMPTe und Bridge Across Forever. Zu jedem der Alben wurde eine erfolgreiche Tournee durchgeführt. Als Gastmusiker engagierte man für die zweite dieser Touren Daniel Gildenlöw (Keyboards, Gitarre, Hintergrundgesang).
Im Jahr 2002 trennten sich die Bandmitglieder vorerst, nachdem Morse bekannt gegeben hatte, sich nun christlicher Musik widmen zu wollen. Seine ehemaligen Kollegen engagierten sich seitdem wieder stärker in ihren Stammbands. Schlagzeuger Mike Portnoy hat jedoch auch an fünf Soloalben Morses mitgearbeitet, und auch Morse und Stolt arbeiten weiterhin an gemeinsamen Projekten, so zuletzt in Form von Gastauftritten bei ihren jeweiligen Soloalben.
Im Oktober 2009 erschien nach fast 7-jähriger Pause das Konzeptalbum The Whirlwind. Auf der Tournee wurden Transatlantic wieder von Daniel Gildenlöw (Pain of Salvation) musikalisch unterstützt.
2014 erschien das vierte Studioalbum Kaleidoscope, auf dessen Erscheinen eine Welttour folgte, wobei diesmal der amerikanische Musiker Ted Leonard (Enchant, Spock’s Beard) als Tour-Unterstützung fungierte. Das Konzert im Kölner E-Werk wurde aufgezeichnet und im Herbst 2014 unter dem Titel KaLIVEoscope veröffentlicht, wobei in einer der verfügbaren Versionen auch Material aus dem Konzert in Tilburg enthalten ist.
Neben den fünf Studio-Alben existieren sieben Livealben, ein Making-of des zweiten Studioalbums mit dem Titel Building the Bridge, eine Kompilation mit Demo-Fassungen sowie eine Remix-Version des Debüts.

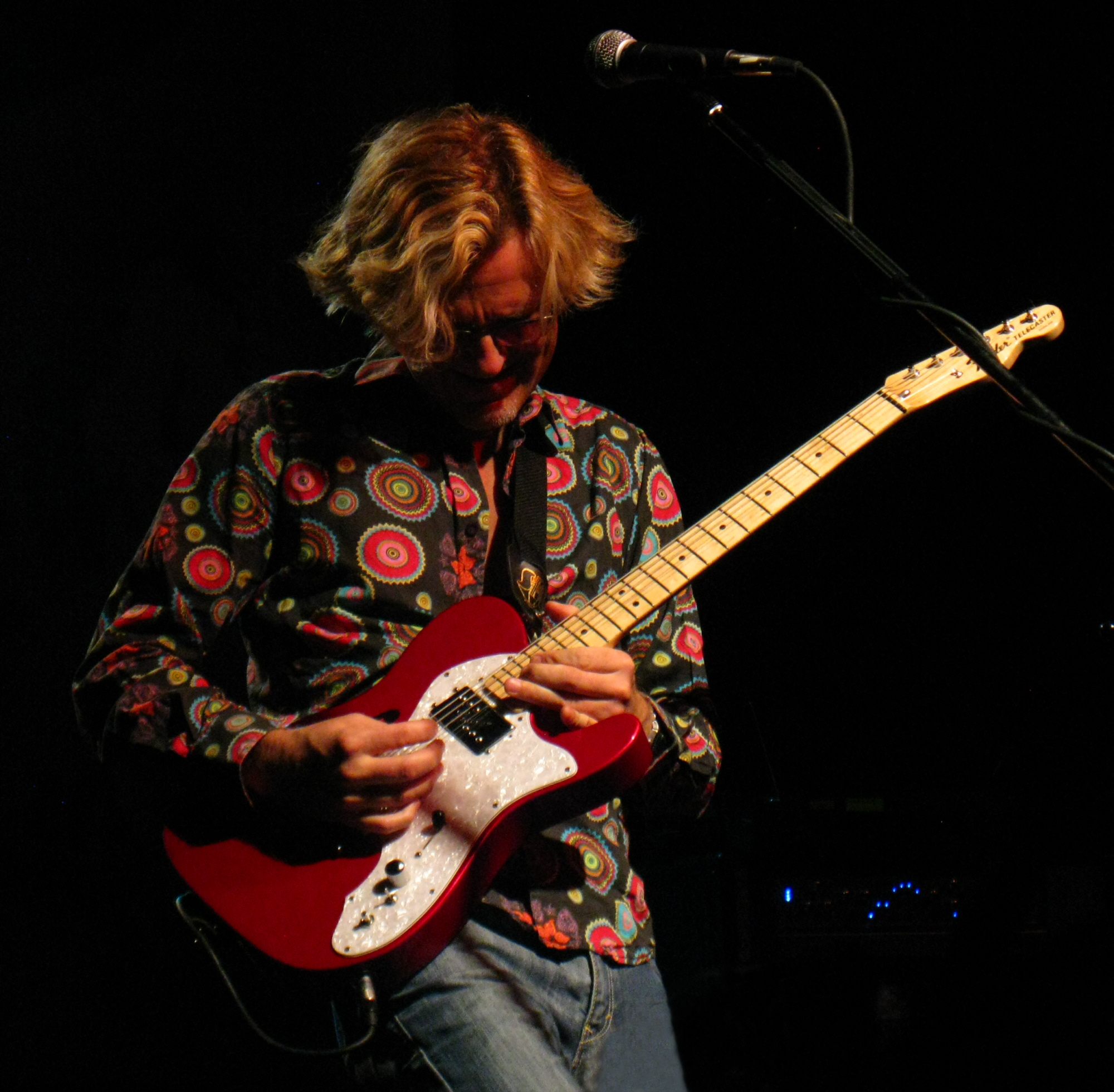
Roine Stolt
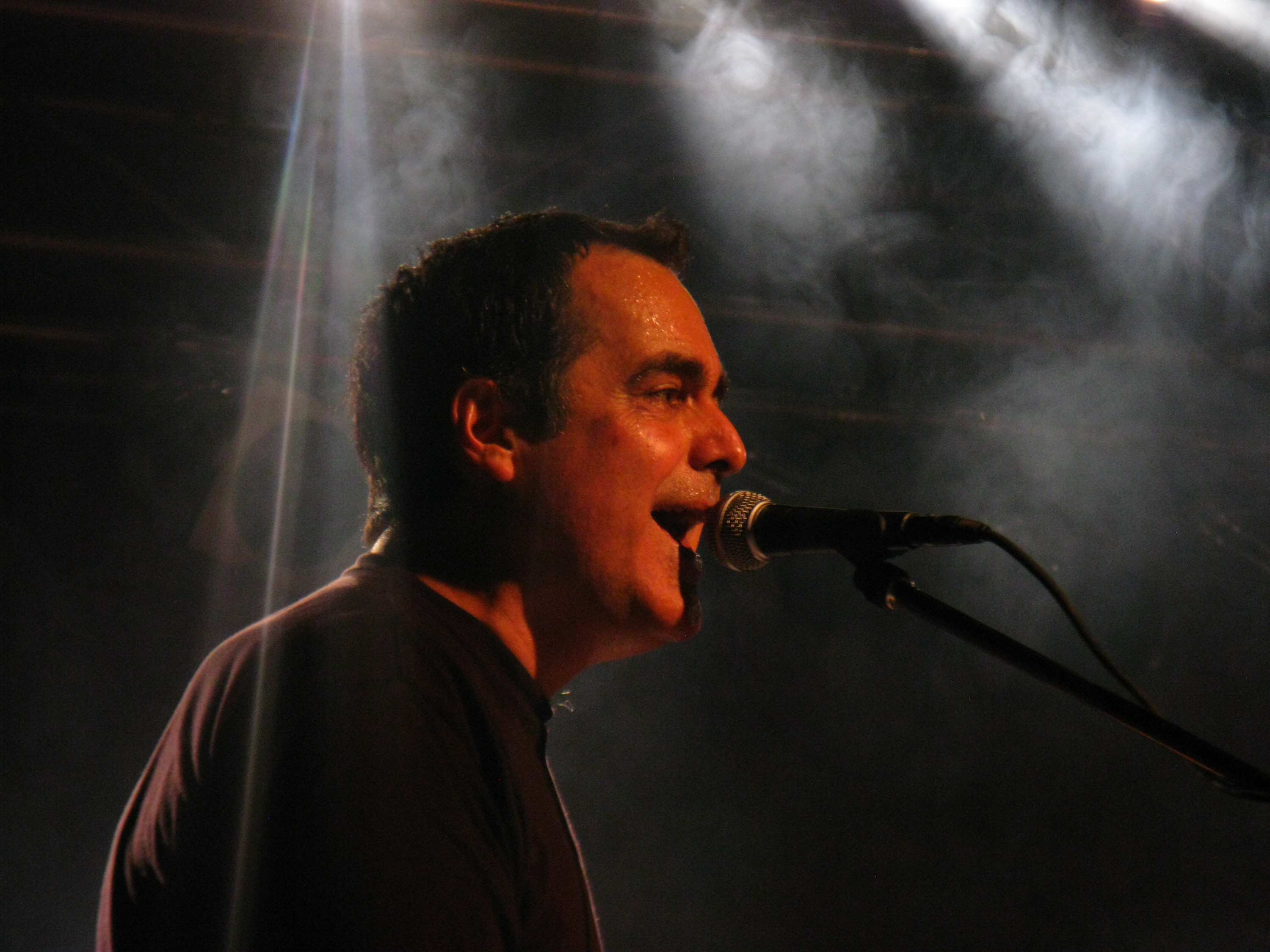
Neal Morse
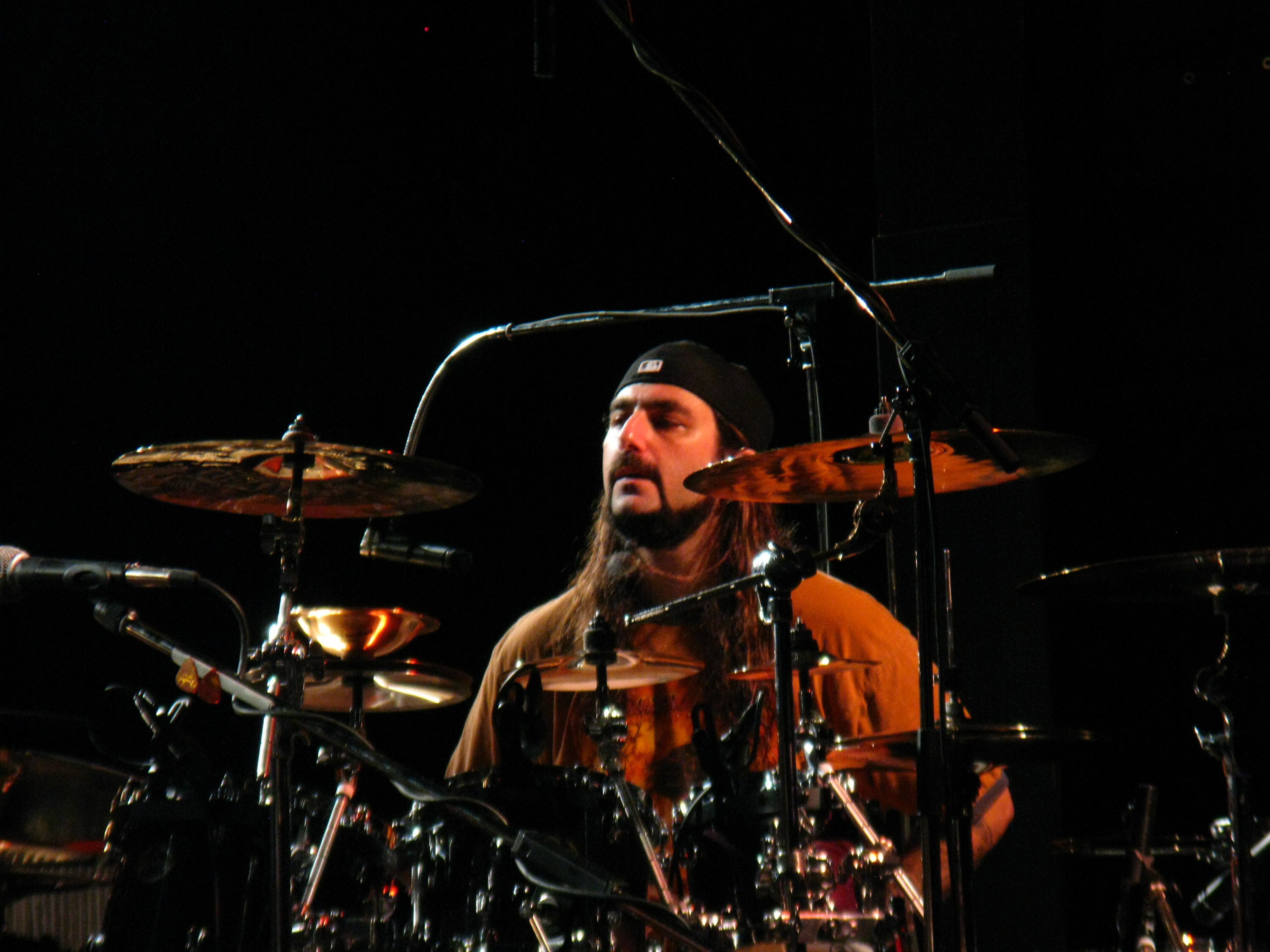
Mike Portnoy
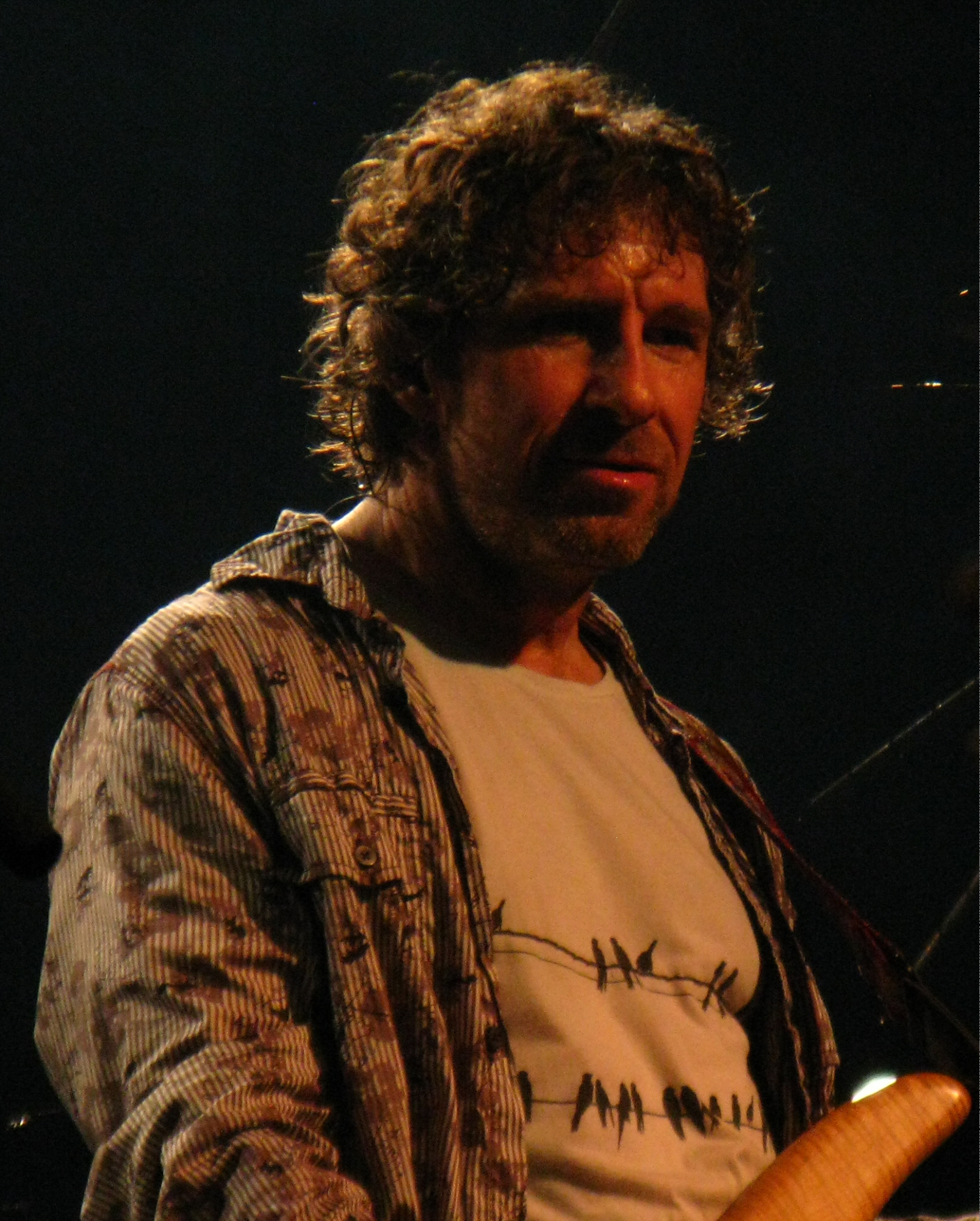
Pete Trewavas

## Diskografie

### Studioalben
- 2000: SMPTe (auch als Limited Edition)
- 2001: Bridge Across Forever (auch als Limited Edition)
- 2009: The Whirlwind (auch als Special Edition und Deluxe Edition)
- 2014: Kaleidoscope (auch als Special Edition)
- 2021: The Absolute Universe, in zwei Versionen veröffentlicht:
  - Forevermore (extended, 2CD)
  - The Breath of Life (abridged, 1CD)

### Livealben
- 2001: Live in America (auch auf VHS)
- 2003: Live in Europe (auch als DVD)
- 2006: Building the Bridge – Live in America (DVD)
- 2010: The Official Bootleg DVD
- 2010: Whirld Tour 2010: Live at Shepherd’s Bush London (auch auf DVD)
- 2011: More Never Is Enough (CD+DVD)
- 2014: KaLIVEoscope (DVD+Blu-ray)
- 2023: The Final Flight: Live at L’Olympia

### Weitere Veröffentlichungen
- 2002: Building the Bridge. The Making of Bridge Across Forever (Dokumentation)
- 2003: The Transatlantic Demos (veröffentlicht unter dem Namen Neal Morse, frühe Demofassungen einiger Transatlantic-Titel)
- 2003: SMPTe – The Roine Stolt Mixes (das Original wurde von Rick Mouser gemischt, diese Version von Roine Stolt)